# Onosma paniculatum
Onosma paniculatum là loài thực vật có hoa trong họ Mồ hôi. Loài này được Bureau & Franch. mô tả khoa học đầu tiên năm 1891.